# Wave of Mutilation: Best of Pixies
Wave of Mutilation: Best of Pixies is een verzamelalbum van de Amerikaanse alternatieve rockgroep Pixies. De cd is uitgebracht in 2004 samen met een dvd die een live-concert bevat en allerlei bonus materiaal. Het is het tweede compilatie-album van Pixies na hun eerste Death to the Pixies, dat uitkwam in 1997.

## Tracklist
1. "Bone Machine" – 3:03
2. "Nimrod's Son" – 2:16
3. "The Holiday Song" – 2:15
4. "Caribou" – 3:14
5. "Broken Face" – 1:29
6. "Gigantic" – 3:13
7. "Vamos" – 4:18
8. "Hey" – 3:28
9. "Monkey Gone to Heaven" – 2:55
10. "Debaser" – 2:51
11. "Gouge Away" – 2:42
12. "Wave of Mutilation" – 2:03
13. "Here Comes Your Man" – 3:21
14. "Tame" – 1:56
15. "Where Is My Mind?" – 3:53
16. "Into the White" – 4:39
17. "Velouria" – 3:40
18. "Allison" – 1:17
19. "Dig for Fire" – 3:02
20. "U-Mass" – 3:00
21. "Alec Eiffel" – 2:47
22. "Planet of Sound" – 2:06
23. "Winterlong" – 3:08

Totale speelduur: 66min 32s

## Personeel
- Black Francis, zang en gitaar
- Joey Santiago, gitaar
- Kim Deal, zang en basgitaar
- David Lovering, zang en drums